# Partisan (série télévisée)
Pour les articles homonymes, voir Partisan.
Partisan est une série télévisée suédoise.

## Fiche technique
- Titre : Partisan
- Réalisation : Amir Chamdin
- Scénario : Amir Chamdin, Fares Fares, Hans Jörnlind, Charlotte Lesche, Dennis Magnusson, Francesca Maraki, Mauricio Molinari, Anna Platt et Axel Stjärne
- Pays d'origine : Suède
- Date de première diffusion : 2020

## Distribution
- Fares Fares : Johnny
- Johan Rheborg (en) : Kent
- Anna Björk (en) : Maud
- Sofia Karemyr (en) : Nicole
- Ylvali Rurling : Maria
- Emelie Garbers : Susanne
- Kola Krauze : Piotr
- Rafael Pettersson : Mateusz
- Andreas Kundler : Sakarias]
- Ola Sanderfelt : Cedric
- Thomas Holmin : Magnus
- Linus Wahlgren : Richard
- Pelle Holmström : Victor
- Elise Andersson : Cecilia
- Naomi Donner : Isabelle
- Andrzej Ejsymont : Bengt Ask
- Frida Gustavsson : Clara